# Giro della Provincia di Reggio Calabria 1981
Il Giro della Provincia di Reggio Calabria 1981, quarantaduesima edizione della corsa, si svolse il 29 marzo 1981 su un percorso di 241,2 km, con partenza e arrivo a Reggio Calabria. La vittoria fu appannaggio dell'italiano Alfio Vandi, che completò il percorso in 6h08'15", alla media di 39,299 km/h, precedendo lo svedese Bernt Johansson e il connazionale Claudio Bortolotto.

## Ordine d'arrivo (Top 10)
| Pos. | Corridore          | Squadra              | Tempo    |
| ---- | ------------------ | -------------------- | -------- |
| 1    | Alfio Vandi        | Selle San Marco      | 6h08'15" |
| 2    | Bernt Johansson    | Magniflex-Olmo       | a 0'18"  |
| 3    | Claudio Bortolotto | Santini-Selle Italia | a 0'40"  |
| 4    | Franco Conti       | Selle San Marco      | s.t.     |
| 5    | Tommy Prim         | Bianchi-Piaggio      | s.t.     |
| 6    | Giovanni Mantovani | Hoonved-Bottecchia   | s.t.     |
| 7    | Glauco Santoni     | Famcucine-Campagnolo | s.t.     |
| 8    | Raniero Gradi      | Sammontana           | s.t.     |
| 9    | Giovanni Battaglin | Inoxpran             | s.t.     |
| 10   | Flavio Miozzo      | Selle San Marco      | s.t.     |